# Pulau Baru (Kuantan Tengah)
Pulau Baru is een bestuurslaag in het regentschap Kuantan Singingi van de provincie Riau, Indonesië. Pulau Baru telt 803 inwoners (volkstelling 2010).